# Кранц, Жан
Жан Кранц (фр. Jean Marie Émile Achille Krantz; 12 сентября 1849, Нанси — 1 июня 1925, Нанси) — французский филолог.

## Биография
Жан Кранц родился 12 сентября 1849 года в Нанси. Учился в Высшей нормальной школе в Париже с 1873 года, окончил её на третьем месте в 1877 году. В 1882 году защитил диссертацию на соискание учёной степени доктора филологических наук. С 1883 года работал профессором французской литературы в Университете Нанси. Был назначен деканом факультета филологии в 1890 году, почетным деканом — в 1902 году. В 1919 году ушел в отставку. Умер 1 июня 1925 года в Нанси.
В своей докторской диссертации: «Essai sur l’Esthétique de Descartes» (1882) Кранц рассматривал взаимоотношения картезианской философии и классической литературы XVII века. Ему принадлежит также (кроме критических статей в журналах) «L’art en Lorraine» (1886) и «Etude sur Grandville».